# Ordre i Justícia
Ordre i Justícia (lituà Tvarka ir Teisingumas, TT) abans Partit Democràtic Liberal (Liberalų Demokratų Partija, LDP) va ser un partit polític lituà nacional-conservador, dissolt al 2020 en benefici del partit Llibertat i Justícia.

## Història
Creat com a Partit Democràtic Liberal el 2002, immediatament aconseguí que el seu candidat Rolandas Paksas fos escollit president de Lituània en el seu primer any. L'elecció de Paksas va fer que canviessin el nom del partit com a Ordre i Justícia per a competir a les eleccions legislatives lituanes de 2004. Des de llavors, ha estat el quart partit més gran al Seimas, i va acabar tercer a les eleccions europees de 2004 i a la Presidència.
Rebia un suport més fort al nord-oest de la regió de Samogítia. El partit era membre del grup euroescèptic Aliança per l'Europa de les Nacions (AEN), i formava part del grup Europa de la Llibertat i de la Democràcia al Parlament Europeu.
El 5 de juliol de 2019 va entrar al gabinet de Saulius Skvernelis en coalició amb  la Unió Lituana d'Agricultors i Verds (LVŽS) i el Partit Socialdemòcrata de Lituània (LSDP) però només va durar només dos mesos, ja que el grup parlamentari del TT es va dissoldre el 10 de setembre de 2019, i al 2020 van participar en la formació de la Unió de la Llibertat de Lituània (Liberals), posteriorment Llibertat i Justícia, dissolent el partit en favor d'aquest.

## Resultats electorals

### Seimas
| Any  | Líder           | Vots    | %     | Escons   | +/– | Pos. | Govern   |
| ---- | --------------- | ------- | ----- | -------- | --- | ---- | -------- |
| 2004 | Rolandas Paksas | 135,807 | 11.36 | 11 / 141 | Nou | 5è   | Oposició |
| 2008 | Rolandas Paksas | 156,777 | 12.68 | 15 / 141 | 4   | 4t   | Oposició |
| 2012 | Rolandas Paksas | 100,120 | 7.63  | 11 / 141 | 4   | = 4t | Coalició |
| 2016 | Rolandas Paksas | 67,817  | 5.55  | 8 / 141  | 3   | 5è   | Oposició |

### Parlament Europeu
| Any  | Vots    | %          | Escons | +/– |
| ---- | ------- | ---------- | ------ | --- |
| 2004 | 82,420  | 6.83 (#6)  | 1 / 13 | Nou |
| 2009 | 67,237  | 12.22 (#3) | 2 / 12 | 1   |
| 2014 | 163,049 | 14.25 (#4) | 2 / 11 | =   |
| 2019 | 34,442  | 2.73 (#11) | 0 / 11 | 2   |